# Saint-Papoul
Saint-Papoul en francés, en occitano Sant-Pàpol, es una pequeña localidad y comuna francesa, situada en el departamento del Aude y la región de Languedoc-Roussillon.
Sus habitantes reciben el gentilicio de Saint-Papoulais.

## Lugares de interés
- Abadía de Saint-Papoul